# 赫伯特·F·约翰逊艺术博物馆
赫伯特·F·约翰逊艺术博物馆（Herbert F. Johnson Museum of Art）是一座位于美国纽约州伊萨卡市康奈尔大学主校区的博物馆。该馆由建筑师贝聿铭设计，由康奈尔大学校友、时任庄臣公司荣誉董事长赫伯特·F·约翰逊捐赠，于1973年落成。

## 历史
赫伯特·F·约翰逊艺术博物馆由贝聿铭设计，建设耗资500万美元。1973年5月23日，举行了揭幕仪式。该馆原设计还有一个贯穿溪涧下的北翼，但因1973年股市崩盘后资金短缺，未能建成。该馆当时主要定位于“教学博物馆”。
1982—1983年，由于馆内加湿系统的蒸汽中含有有毒化学物质，曾导致员工出现健康问题，并使部分馆藏表面覆盖上一层薄膜。
2011年，该馆花费2200万美元进行了翻新和扩建，新建了一座地上地下三层的翼楼，翼楼与原建筑的底层联通，此外还拓展了原建筑五楼的亚洲艺术展厅。

## 建筑
该馆建筑为六层的钢筋混凝土和玻璃结构，外立面为浅黄色。《纽约时报》形容其外观“像长颈鹿矗立在宽阔的草坡之上”。
该馆五楼的观景平台像高悬在空中的盒子，透过玻璃窗可以饱览卡尤加湖、伊萨卡和康奈尔大学校园的景色。观景平台和底层建筑之间形成了一个开放空间，用作雕塑庭院。
从雕塑庭院向上看，其屋顶布设12000个LED组成的阵列式装置艺术，旨在向已故康奈尔大学天文学教授卡尔·萨根致敬。